# 五一农村居民点 (沃洛格达州)
五一农村居民点（俄语：Первомайское сельское поселение）是俄罗斯联邦沃洛格达州恰戈多夏区所属的一个农村居民点。其下辖有12个居民点，行政中心为斯梅尔多姆斯基。据2015年统计，该农村居民点的人口为965人。